# Estônia nos Jogos Olímpicos de Inverno de 1936
A Estônia participou dos Jogos Olímpicos de Inverno de 1936 em Garmisch-Partenkirchen, na Alemanha.